# ميسيل رودريغيز
ميسيل رودريغيز (بالإسبانية: Misael Rodríguez)‏ (مواليد 7 أبريل 1994) هو ملاكم مكسيكي، مثّل بلاده في الألعاب الأولمبية الصيفية 2016 وحقق الميدالية البرونزية في فئة الوزن المتوسط.

## روابط خارجية
ميسيل رودريغيز على موقع اللجنة الأولمبية الدولية (الإنجليزية)
- ميسيل رودريغيز على موقع أوليمبيديا (الإنجليزية)